# Leptogorgia bayeri
Leptogorgia bayeri is een zachte koraalsoort uit de familie Gorgoniidae. De koraalsoort komt uit het geslacht Leptogorgia. Leptogorgia bayeri werd in 1997 voor het eerst wetenschappelijk beschreven door Williams & Lindo. 